# سرگی بروگوئرا
 سرگی بروگوئرا (اسپانیایی: Sergi Bruguera‎؛ زاده ۱۶ ژانویهٔ ۱۹۷۱ ‏(۵۴ سال)) یک تنیس‌باز اهل اسپانیا است.